# Amphiperca multiformis
Amphiperca multiformis è un pesce osseo estinto, appartenente ai perciformi. Visse nell'Eocene medio (circa 48 - 46 milioni di anni fa) e i suoi resti fossili sono stati ritrovati in Europa. 

## Descrizione
Questo pesce era di medie dimensioni e di rado superava i 20 centimetri di lunghezza. Possedeva un corpo alto e compresso lateralmente; la testa era corta e alta, con grandi occhi, un muso appuntito e una grande apertura boccale. La pinna dorsale era divisa in due, con una prima parte sostenuta da sette raggi grandi e robusti e una seconda parte sostenuta da numerosi raggi molli e sottili. La pinna anale era più corta e sostenuta anch'essa anteriormente da raggi robusti e posteriormente da raggi molli. Le pinne pettorali erano relativamente piccole e a forma di ventaglio; al di sotto di esse erano presenti pinne ventrali piuttosto larghe. La pinna caudale era arrotondata, piuttosto allungata e non biforcuta.

## Classificazione
Amphiperca è un tipico rappresentante dei perciformi, il più grande ordine di pesci ossei attuali; le affinità di questo genere non sono del tutto chiare; classicamente avvicinato alla famiglia dei Serranidae, ricerche successive hanno indicato una vicinanza e una probabile appartenenza alla famiglia Percichthyidae, un gruppo di perciformi attualmente rappresentato da forme tipiche di Asia, Oceania e Sudamerica (Micklich, 1987; Arratia e Quezada-Romegialli, 2019).

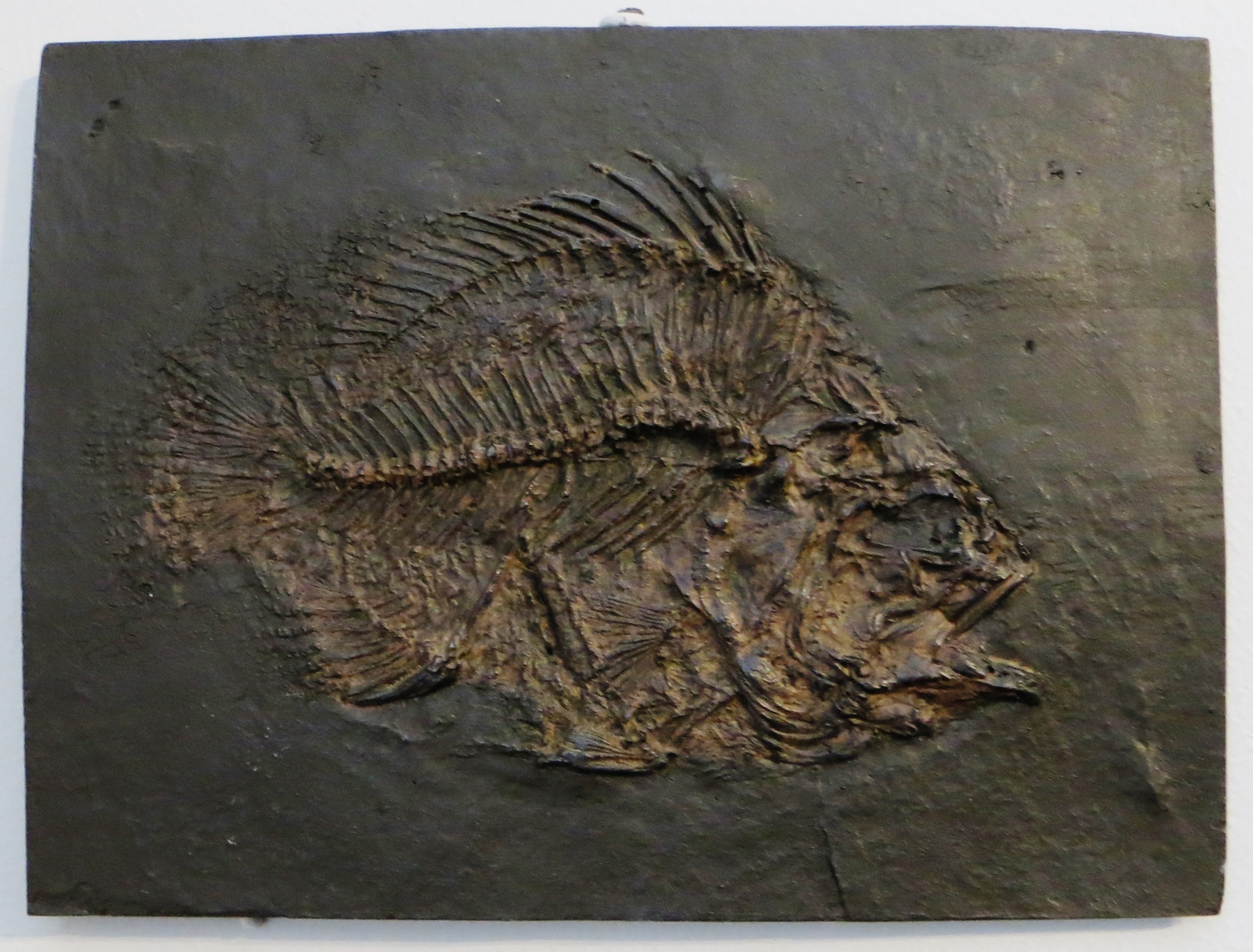
Fossile di Amphiperca multiformis

Amphiperca multiformis venne descritto per la prima volta da Weitzel, sulla base di resti fossili ritrovati nel famoso giacimento di Messel in Germania, risalente all'Eocene medio; altri fossili attribuiti al genere Amphiperca sono stati rinvenuti in terreni coevi in Francia.

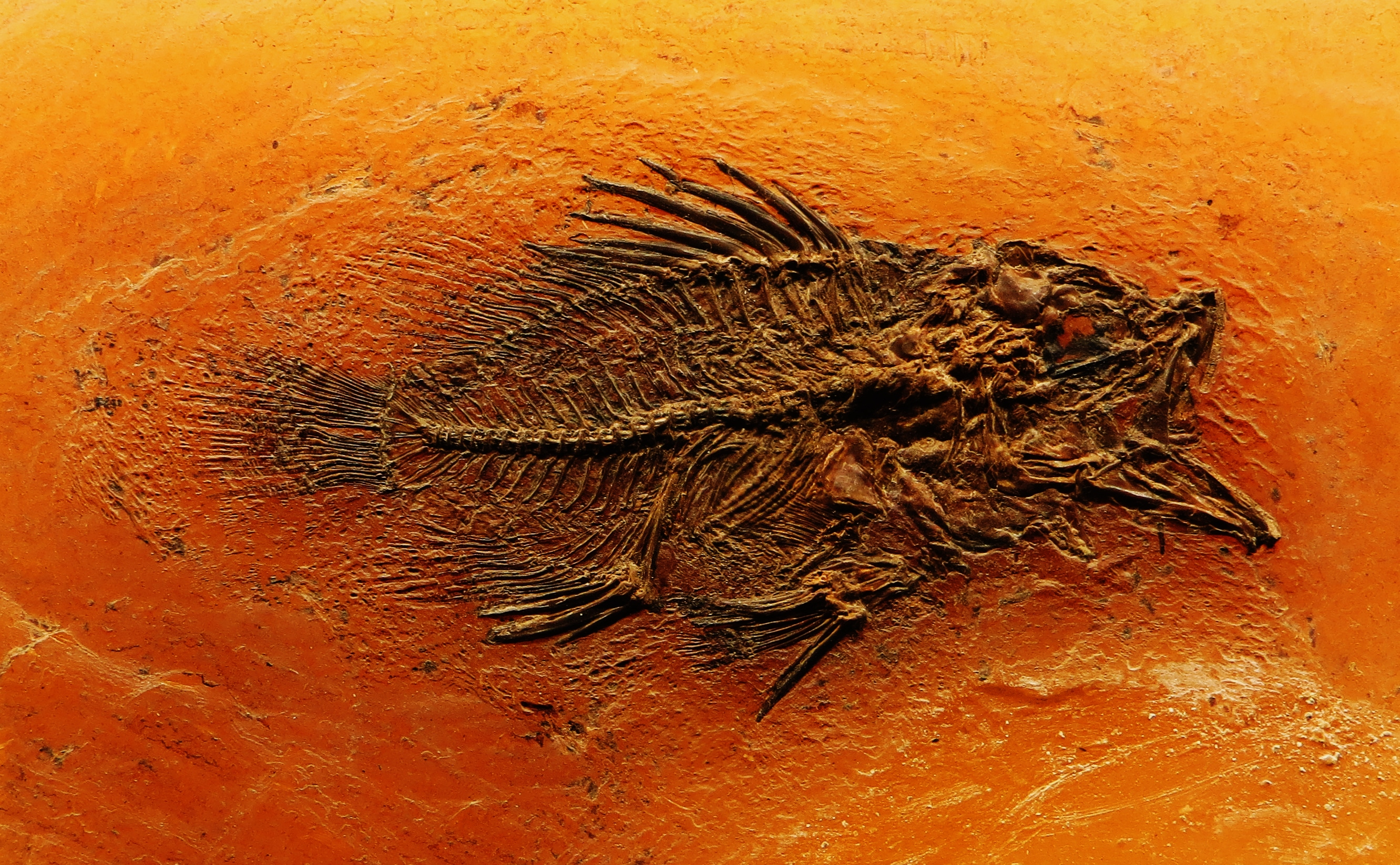
Fossile di Amphiperca multiformis